# Solanum metarsium
Solanum metarsium är en potatisväxtart som beskrevs av Conrad Vernon Morton. Solanum metarsium ingår i släktet skattor som ingår i familjen potatisväxter. Inga underarter finns listade i Catalogue of Life.